# アーチャー自走榴弾砲
アーチャー自走榴弾砲（アーチャーじそうりゅうだんほう、FH77BW L52、英語: ARCHER Artillery System、スウェーデン語: Artillerisystem 08）は、スウェーデンとノルウェーが共同で開発した新世代の自走榴弾砲である。

## 概要
アーチャーは、ボルボ建設機械製の6×6（六輪駆動）ダンプトラックA30Dのシャーシを基にし、荷台部分に52口径155mm榴弾砲FH77/Bを搭載した砲塔を搭載している。この砲塔は自動装填装置によって完全に無人化されており、砲塔に搭載された砲弾と発射薬の装填作業と射撃はすべてキャビンからの指示と操作に基づいて自動的に機械が行う。そのため、数分で何十発もの砲撃が可能となっている。また、GPSを内蔵した榴弾が発射可能となっており、長距離からの精密射撃も可能である。
キャビンには操縦士を含めて4名が搭乗しており、配置を開始してから砲撃を行い撤収するまでの一連の作業において一切キャビン外部に出る必要がなく、砲撃準備および撤収までの移行時間も約30秒以内と短縮化されている。運転席は厚さ8cmの防弾ガラスで覆われており、銃撃にも耐えうる。キャビンの屋根の上にはコングスベルグ・ディフェンス&エアロスペース製のプロテクター M151RWSを介してブローニングM2重機関銃が1挺搭載されており、これも車内からの遠隔操作で照準と射撃が可能である。
給弾は、コンテナ内にクレーンを備えた補給専用のトレーラー(一般軍用コンテナトラックの改造)から、アーチャーへ横付けしたうえで補給。砲弾はクレーンの補助付きで運搬し、砲塔の右側から21発を装填。装薬はモジュラー式装薬補給装置を使用して転がすように運搬、砲塔の左側から126包を給弾する事が出来る。給弾は砲塔のハッチの窪みに入れた後にスイッチを押すと電動で中の弾倉に送り込まれる仕組みで、少人数かつ短時間（おおよそ8分以内）で迅速に作業を完了する事が出来る。
欠点は6輪のタイヤで支えている軸重が挙げられている。2020年には輸出向けにドイツMAN製の「HX2」8輪シャーシに変更した車両の試作が発表された。
|          | 19式         | アーチャー  | カエサル          | ATMOS                         | ダナ                                  | ノーラ B-52                                  | G6-52       | 2S22         | RCH 155         | マルバ       |
| -------- | ------------ | ----------- | ----------------- | ----------------------------- | ------------------------------------- | -------------------------------------------- | ----------- | ------------ | --------------- | ------------ |
| 画像     |              |             |                   |                               |                                       |                                              |             |              |                 |              |
| 全長     | 11.21m       | 14.1m       | 10.0m             | 9.5m(本体)                    | 11.1m                                 | 11.0m                                        | 10.4m       | ?            | 10.4m           | 13.0m        |
| 全幅     | 2.5m         | 3.0m        | 2.55m             | 2.55m(本体)                   | 3.0m                                  | 2.95m                                        | 3.5m        | ?            | 2.99m           | 2.75m        |
| 全高     | 3.4ｍ        | 3.3-3.9m    | 3.7m              | ?                             | 2.85m                                 | 3.45m                                        | 3.4m        | ?            | 3.6m            | 3.1m         |
| 重量     | 25t以下      | 33.5t       | 17.7t             | 22t(参考)                     | 29t                                   | 34t(K-I) 25t(K2)                             | 46.5t       | 28t          | 39t以下         | 32t          |
| 最高速度 | 90km/h       | 65km/h      | 100km/h           | 80km/h(道路上) 30km/h(不整地) | 80km/h                                | 90km/h(道路上) 25km/h(砂利道) 15km/h(不整地) | 85km/h      | ?            | 100km/h(道路上) | 80km/h       |
| 乗員数   | 5名          | 3-4名       | 5名 （緊急時3名） | 4-6名                         | 5名                                   | 3-5名                                        | 3-5名       | 5名          | ?               | 5名          |
| 主砲     | 52口径155mm  | 52口径155mm | 52口径155mm       | 52口径155mm                   | 36.6口径152mm                         | 52口径155mm (砲室23L または25L)              | 52口径155mm | 52口径155mm  | 52口径155mm     | 47口径152mm  |
| 副武装   | －           | RWS×1       | －                | －                            | 7.62mm機銃 または 7.62mm/ 12.7mm RCWS | －                                           | －          | －           | －              | －           |
| 最大射程 | 不明         | 60km        | 50km              | 41km                          | 28km                                  | 58km 67km                                    | 67km        | 35-40km      | 40km            | 24.5km       |
| 発射速度 | 不明         | 8-9発/分    | 6-8発/分          | 4-9発/分                      | 5発/分                                | 6-12発/分                                    | 4発/分      | 4-8発/分     | 不明            | 7発/分       |
| 装填装置 | 自動アシスト | 自動        | 自動アシスト      | 自動アシスト                  | 自動                                  | 自動                                         | 自動        | 自動アシスト | 自動            | 自動アシスト |
| 装甲     | 不明         | ○           | △                 | △                             | ○                                     | ○                                            | ○           | ○            | ○               | △            |
| 備考     | [ 注 12 ]    |             | [ 注 13 ]         | [ 注 14 ]                     | [ 注 15 ]                             | [ 注 16 ]                                    |             |              | [ 注 17 ]       |              |

## 運用国

### 現在の運用国
スウェーデン
- スウェーデン陸軍 - 2023年3月16日時点で、26両を運用中[2]。2025年4月に18両を追加発注した[3]。

 ウクライナ
- スウェーデンからウクライナ軍に8輌供与。

### 運用予定国
イギリス
- イギリス陸軍 - イギリスは、ウクライナ軍に供与したAS-90 32両の暫定的な代替として、14両のアーチャーの導入を決定。2023年3月に所有権が譲渡され、2024年4月までに運用を開始する予定[4]。

### 不採用国
ノルウェー
- ノルウェー陸軍 -  2007年5月、ノルウェーは24両の調達を決定したが期間内に要件を満たさなかったため、2013年12月調達を中止した。2017年12月、K9サンダーの調達を発表した[5]。

### 採用検討国
アメリカ合衆国
アーチャー自走榴弾砲に関心を示しており、2021年11月にはキャンプ・アタベリーで実機が展示された。2022年4月、アメリカ軍の武器調達責任者エリック・ピーターソン中将はスウェーデンを訪問しアーチャーを視察している。
 スイス
2022年6月22日、BAE システムズABはスイスが実施する次期榴弾砲の入札で、アーチャーが最終候補に選出されたと発表。
 ラトビア
2025年6月、ラトビアとスウェーデン間で、ラトビア国軍に18両のアーチャーを供給する意向書が署名された。